# جام امارات
جام امارات (به انگلیسی: Emirates Cup) یک جام فوتبال پیش‌فصل است که در فصل تابستان در لندن به میزبانی باشگاه آرسنال و در ورزشگاه امارات برگزار می‌شود. اولین دورهٔ این مسابقات در سال ۲۰۰۷ برگزار شد. در سال ۲۰۱۲ با توجه به المپیک تابستانی ۲۰۱۲ لندن این مسابقات برگزار نشد. این مسابقات در طول ۲ روز برگزار می‌شود. باشگاه فوتبال آرسنال با کسب پنج عنوان قهرمانی٬ بیشترین عنوان قهرمانی را در این مسابقات دارد.

## مسابقات
| # | سال  | قهرمان                                                                                  | نایب قهرمان                                                                             | سوم                                                                                     | چهارم                                                                                   |
| - | ---- | --------------------------------------------------------------------------------------- | --------------------------------------------------------------------------------------- | --------------------------------------------------------------------------------------- | --------------------------------------------------------------------------------------- |
| ۱ | ۲۰۰۷ | آرسنال                                                                                  | پاری سن ژرمن                                                                            | والنسیا                                                                                 | اینتر میلان                                                                             |
| ۲ | ۲۰۰۸ | هامبورگ                                                                                 | رئال مادرید                                                                             | آرسنال                                                                                  | یوونتوس                                                                                 |
| ۳ | ۲۰۰۹ | آرسنال                                                                                  | رنجرز                                                                                   | اتلتیکو مادرید                                                                          | پاری سن ژرمن                                                                            |
| ۴ | ۲۰۱۰ | آرسنال                                                                                  | لیون                                                                                    | سلتیک                                                                                   | آ.ث. میلان                                                                              |
| ۵ | ۲۰۱۱ | نیویورک رد بولز                                                                         | پاری سن ژرمن                                                                            | آرسنال                                                                                  | بوکا جونیورز                                                                            |
| - | ۲۰۱۲ | عدم برگزاری مسابقات به دلیل برگزاری المپیک تابستانی ۲۰۱۲ لندن                           | عدم برگزاری مسابقات به دلیل برگزاری المپیک تابستانی ۲۰۱۲ لندن                           | عدم برگزاری مسابقات به دلیل برگزاری المپیک تابستانی ۲۰۱۲ لندن                           | عدم برگزاری مسابقات به دلیل برگزاری المپیک تابستانی ۲۰۱۲ لندن                           |
| ۶ | ۲۰۱۳ | گالاتاسرای                                                                              | پورتو                                                                                   | آرسنال                                                                                  | ناپولی                                                                                  |
| ۷ | ۲۰۱۴ | والنسیا                                                                                 | آرسنال                                                                                  | موناکو                                                                                  | بنفیکا                                                                                  |
| ۸ | ۲۰۱۵ | آرسنال                                                                                  | ویارئال                                                                                 | وولفسبورگ                                                                               | لیون                                                                                    |
| - | ۲۰۱۶ | عدم برگزاری مسابقات به دلیل برگزاری جام ملت‌های اروپا ۲۰۱۶ و بازسازی زمین ورزشگاه امارات | عدم برگزاری مسابقات به دلیل برگزاری جام ملت‌های اروپا ۲۰۱۶ و بازسازی زمین ورزشگاه امارات | عدم برگزاری مسابقات به دلیل برگزاری جام ملت‌های اروپا ۲۰۱۶ و بازسازی زمین ورزشگاه امارات | عدم برگزاری مسابقات به دلیل برگزاری جام ملت‌های اروپا ۲۰۱۶ و بازسازی زمین ورزشگاه امارات |

## مقام‌های باشگاه‌ها

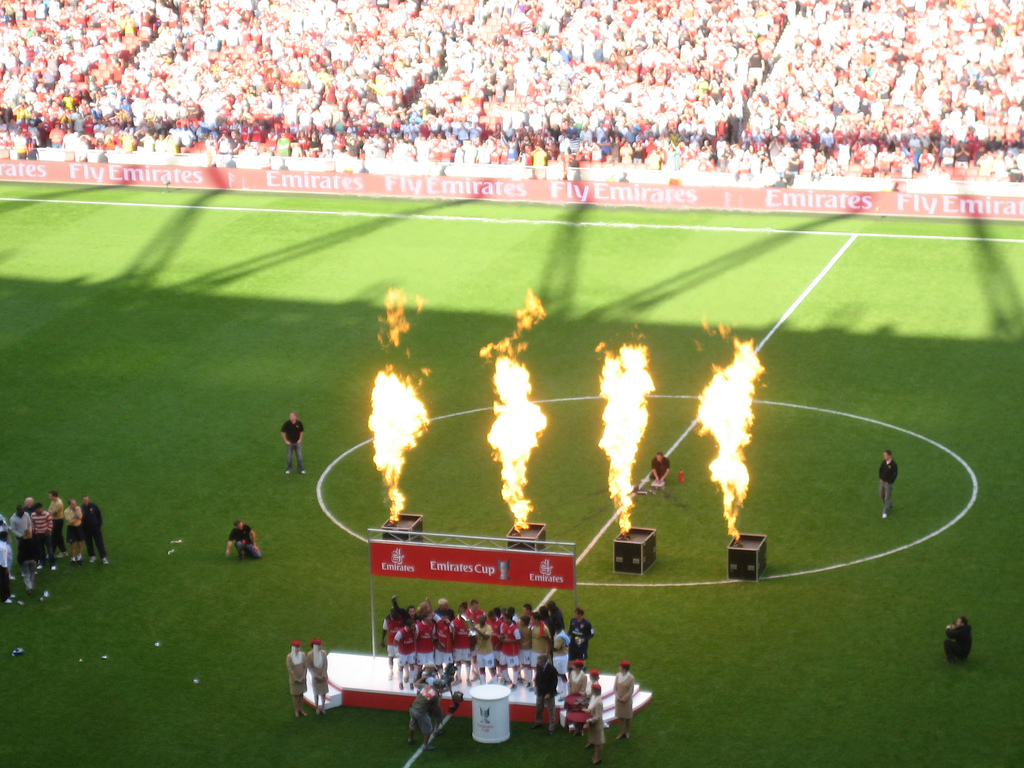
جشن قهرمانی تیم آرسنال در جام امارات - ۲۰۰۷

| تیم             | قهرمانی | نایب قهرمانی | سومی | چهارمی | مجموع |
| --------------- | ------- | ------------ | ---- | ------ | ----- |
| آرسنال          | ۴       | ۱            | ۳    | —      | ۸     |
| والنسیا         | ۱       | —            | ۱    | —      | ۲     |
| هامبورگ         | ۱       | —            | —    | —      | ۱     |
| نیویورک رد بولز | ۱       | —            | —    | —      | ۱     |
| گالاتاسرای      | ۱       | —            | —    | —      | ۱     |
| پاری سن ژرمن    | —       | ۲            | —    | ۱      | ۳     |
| لیون            | —       | ۱            | —    | ۱      | ۲     |
| رئال مادرید     | —       | ۱            | —    | —      | ۱     |
| رنجرز           | —       | ۱            | —    | —      | ۱     |
| پورتو           | —       | ۱            | —    | —      | ۱     |
| ویارئال         | —       | ۱            | —    | —      | ۱     |
| اتلتیکو مادرید  | —       | —            | ۱    | —      | ۱     |
| سلتیک           | —       | —            | ۱    | —      | ۱     |
| موناکو          | —       | —            | ۱    | —      | ۱     |
| وولفسبورگ       | —       | —            | ۱    | —      | ۱     |
| اینتر میلان     | —       | —            | —    | ۱      | ۱     |
| یوونتوس         | —       | —            | —    | ۱      | ۱     |
| آ.ث. میلان      | —       | —            | —    | ۱      | ۱     |
| بوکا جونیورز    | —       | —            | —    | ۱      | ۱     |
| ناپولی          | —       | —            | —    | ۱      | ۱     |
| بنفیکا          | —       | —            | —    | ۱      | ۱     |